# Успон и пад Жике Проје
Успон и пад Жике Проје је југословенска телевизијска серија из 1976. године. Серију је режирао Србољуб Станковић, док је сценарио написао Александар Поповић. Премијерно је приказана 1976. године на ТВ Београд, а снимљено је 5 епизода.

## Епизоде
| Сезона | Епизода | Назив                       | Датум            |
| ------ | ------- | --------------------------- | ---------------- |
| 1      | 1       | Удара ли слава у главу      | 2.октобра 1976.  |
| 1      | 2       | Да ли је доброта сујеверје  | 9.октобра 1976.  |
| 1      | 3       | Шта стоји у херцу           | 16.октобра 1976. |
| 1      | 4       | Може ли коме лебац да огади | 23.октобра 1976. |
| 1      | 5       | Пуца ли бич на крају        | 30.октобра 1976. |

## Улоге
| Глумац                     | Улога                       |
| -------------------------- | --------------------------- |
| Живојин Жика Миленковић    | Жика Проја (5 еп. 1976)     |
| Милутин Бутковић           | Вучко (5 еп. 1976)          |
| Маја Чучковић              | Миланка (5 еп. 1976)        |
| Дејан Ђуровић              | Новинар Чонкић (5 еп. 1976) |
| Љиљана Перос               | Илонка (5 еп. 1976)         |
| Ружица Сокић               | Савка Роза (5 еп. 1976)     |
| Властимир Ђуза Стојиљковић | Казимир (5 еп. 1976)        |
| Божидар Стошић             | Борко (5 еп. 1976)          |
| Петар Краљ                 | Фетим (4 еп. 1976)          |
| Бора Тодоровић             | Велибор (4 еп. 1976)        |
| Љубица Ковић               | Наранча (3 еп. 1976)        |
| Зорица Шумадинац           | (2 еп. 1976)                |
| Бранко Вујовић             | (1 еп. 1976)                |

Комплетна ТВ екипа  ▼
| Редитељ     | Србољуб Станковић  | (5 еп. 1976)            |
| Сценариста  | Александар Поповић | (5 еп. 1976)            |
| Композитор  | Радослав Грајић    | (непознат број епизода) |
| Сценограф   | Душан Ристић       | (непознат број епизода) |
| Костимограф | Зорица Ружић       | (непознат број епизода) |